# Kontrafagot
Kontrafagot, puhačko glazbalo istovjetno fagotu, znatno veće i s cijevima svijenim u peterostruki svežanj. Glazba se notira u violinskom ključu, a zvuči oktavu dublje od napisanoga.
Konstruiran je 1620., a današnji oblik standardizirala je tvrtka Heckel iz Mainza 1877. godine.

## Vanjske poveznice
- www.contrabasson.org  Arhivirana inačica izvorne stranice od 25. srpnja 2011. (Wayback Machine) stranica sa životopisima kontrafagotista (engl.)